# Pierre Dervaux
Pierre Dervaux (Juvisy-sur-Orge, 3 gennaio 1917 – Marsiglia, 20 febbraio 1992) è stato un direttore d'orchestra e compositore francese.

## Biografia
Studiò al Conservatorio di Parigi contrappunto e armonia con Marcel Samuel-Rousseau e con Jean e Noel Gallone, e pianoforte con Isidor Philipp, Armand Ferté e Yves Nat.
Fu direttore principale dell'Opéra Comique (1947-1953), e dell'Opéra de Paris (1956-1972).
In questa veste diresse l'opera prima del francese Francis Poulenc, "I dialoghi delle Carmelitane".

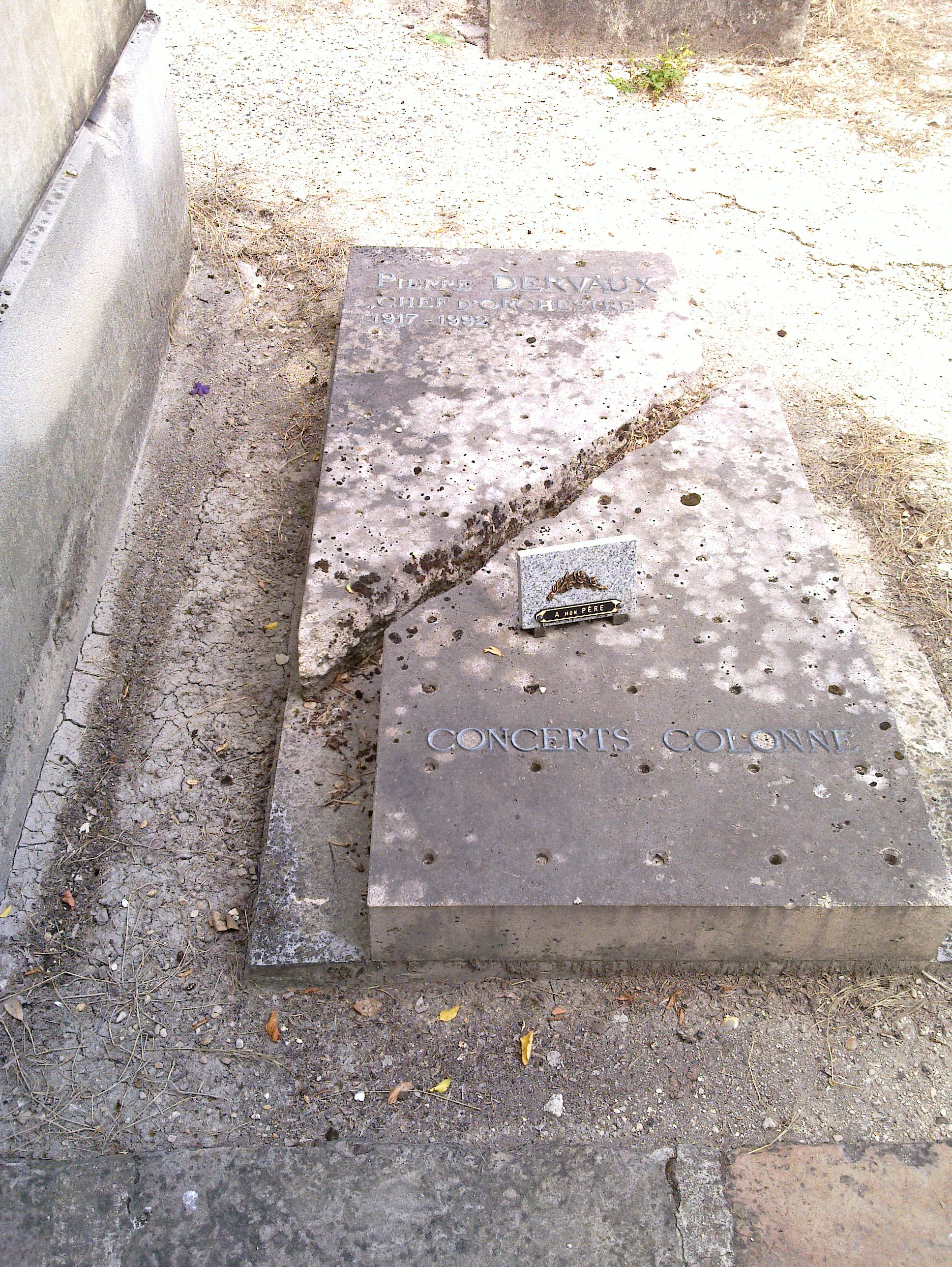
La tomba di Pierre Dervaux, Père-Lachaise, Parigi

## Carriera
- Fu vicepresidente della "Concerti Pasdeloup" (1949-1955),
- Presidente e Direttore d'Orchestra dei concerti di Colonne (1958-1962),
- Direttore musicale dell'Orchestre national des Pays de la Loire (1971-1979),
- Vanta partecipazioni con la Quebec Symphony Orchestra (1968-1975) e collaborazioni con il "Concertmaster" Hidetaro Suzuki e la Filarmonica di Nizza.

## Composizioni
- Due Sinfonie
- Due Concerti
- Un quartetto d'archi
- Un trio
- Diverse canzoni

## Onorificenze
- la Légion d'Honneur
- l'Ordre National de Mérite.

Le sue registrazioni comprendono: "L'Enfance du Christ" di Hector Berlioz (1959); "Les Pecheurs de perles" di Georges Bizet (1961); e "Istar", "Wallenstein" e "La forêt enchantée" di Vincent d'Indy (1975).